# Northwestern Ship Repairers and Shipbuilding
Northwestern Shiprepairers & Shipbuilders war ein britisches Schiffsreparaturunternehmen in Birkenhead am Fluss Mersey.

## Geschichte
Das Unternehmen wurde 2001 durch den ehemaligen Cammell-Laird-Manager John Syvret gegründet. Im Folgejahr wurde die Hälfte der Anteile im Gegenzug zu den Nutzungsrechten an deren Trockendocks an die Mersey Docks & Harbour Co. abgegeben. Im Jahr 2005 erwarb Northwestern Shiprepairers & Shipbuilders die ehemalige Cammell-Laird-Werft von der A&P Group. Im Juni 2008 gewann das Unternehmen einen Wartungsauftrag an elf Hilfsschiffen der Royal Navy.
Nachdem 2007 die Namensrechte an Cammell Laird erworben worden waren, änderte das Unternehmen im November 2008 seinen Namen in Cammell Laird Shiprepairers and Shipbuilders Ltd.